# Trenitalia
Trenitalia este o societate feroviară de transport călători din Italia, o sucursală a Ferrovie dello Stato Italiane (Căile Ferate de Stat Italiene), ea însăși deținută de guvernul italian. Compania a fost înființată în 2000 în urma unei directive a Uniunii Europene privind dereglementarea transportului feroviar.
Trenitalia oferă transport feroviar național în Italia și conexiuni internaționale către Austria, Franța, Germania și Elveția. Compania operează atât trenuri regionale, cât și trenuri interurbane.
Trenurile pe distanțe lungi sunt în principal de două feluri: trenurile Frecce (săgeți) și Intercity.
În ianuarie 2017, Trenitalia a câștigat o ofertă de la DfT (Departamentul Transporturilor) pentru a conduce compania de operare a trenului C2c de la compania britanică National Express, care are un contract pentru a opera Essex Thameside până în noiembrie 2029. Essex Thameside este o franciză feroviară pentru furnizarea de servicii de călători în Marea Britanie.

## Transport de pasageri
Trenitalia oferă transport feroviar național în Italia și conexiuni internaționale către Austria, Franța, Germania și Elveția. Compania operează atât trenuri regionale, cât și pe distanțe lungi.

## Trenuri regionale

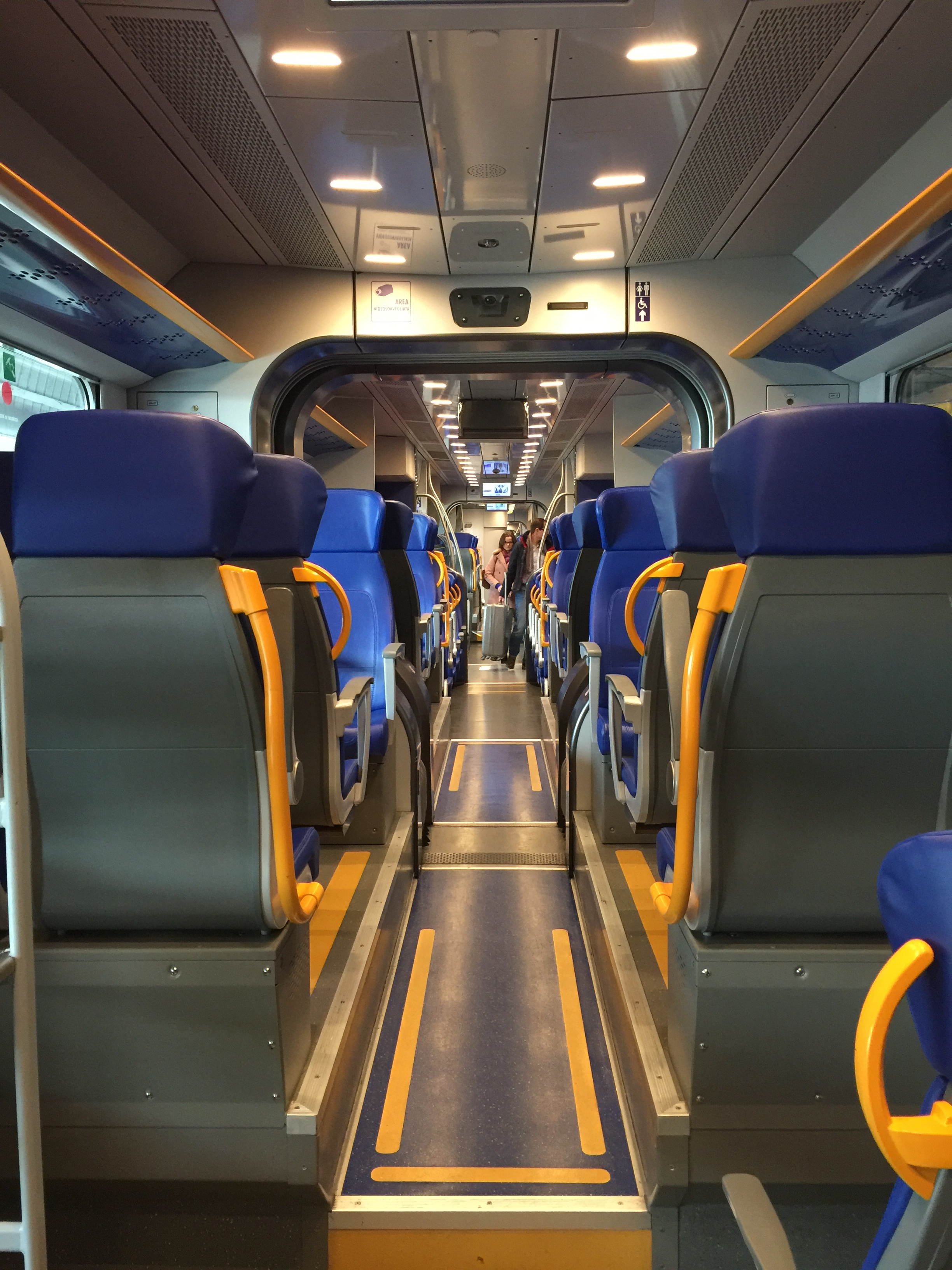
Interior al Trenitalia Leonardo Express tren regional

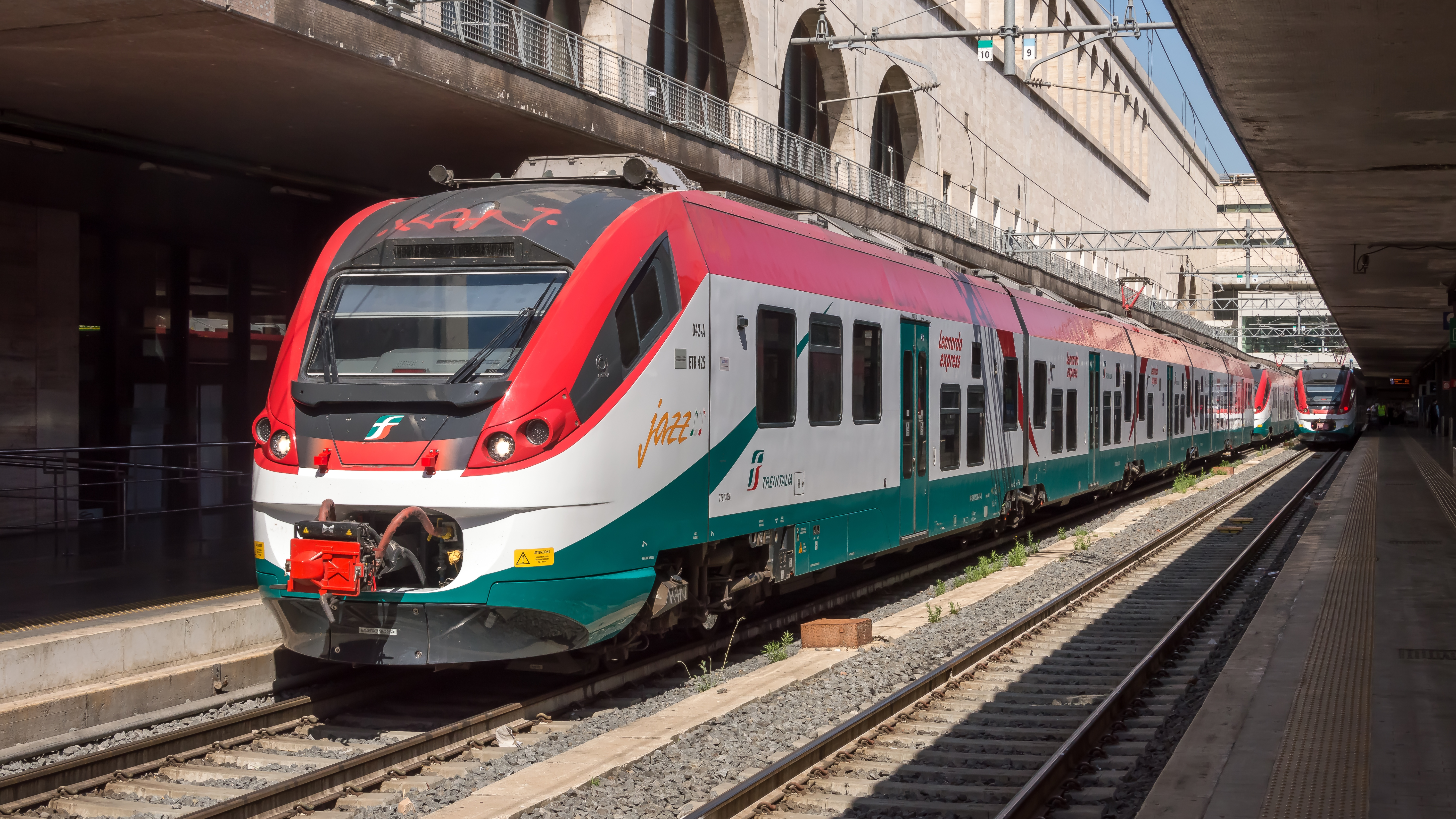
Trenul regional Leonardo Express la gara Roma Termini

Trenurile regionale circulă într-o regiune italiană sau între regiunile italiene învecinate și sunt subvenționate de administrația locală la nivel regional de „Contratto di servizio”.Trenurile regionale opresc în mai multe stații decât alte trenuri pe distanțe lungi, iar unele se opresc în toate stațiile. Regionale rapide (tren regional rapid) sunt trenuri care opresc în aproximativ jumătate din stații.
Nu există rezervări pentru trenurile regionale și, din acest motiv, nu există niciun avantaj în ceea ce privește achiziționarea biletelor regionale în avans online. Odată cumpărate, biletele pentru trenurile regionale trebuie să fie validate la gară înainte de plecare. „Validare” în acest caz înseamnă plasarea unei ștampile de dată / oră pe bilet prin introducerea într-un aparat (de obicei) verde și alb fie în gară, fie de-a lungul pistei. Acest lucru se datorează faptului că biletele regionale nu sunt pentru o anumită dată sau oră, ci sunt valabile pentru o perioadă (două luni pentru biletele cumpărate înainte de 1 august 2016). Ștampila de dată / oră trebuie să arate că biletul nu poate fi refolosit. De la 1 august 2016, biletele sunt valabile pentru cele 24 de ore alese de cumpărătorii online; data utilizării poate fi modificată până la ultimele 24 de ore de la data ulterioară. Data utilizării poate fi anticipată până la 24 de ore după această operație de reglare. Omisiunea privind perioada de utilizare la magazinele de hârtie va implica o emisiune zilnică de bilet într-un singur sens. Această schimbare urmărește să împiedice evaziunea tarifelor.
Nu există scheme de reduceri disponibile pentru nerezidenții Italiei la trenurile regionale.

### Trenuri pe distanțe lungi și trenuri de mare viteză

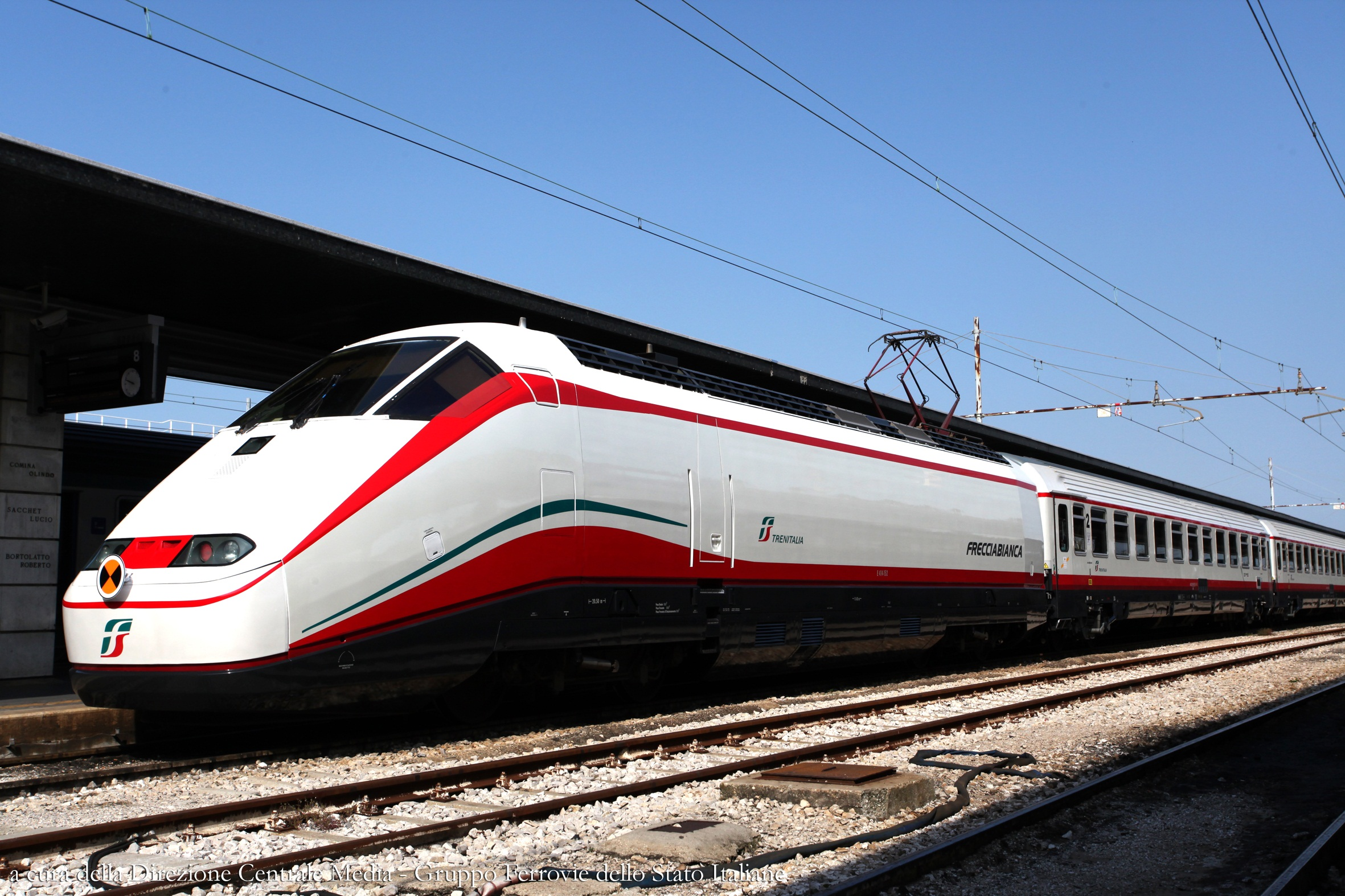
Frecciabianca tren de lungă distanță

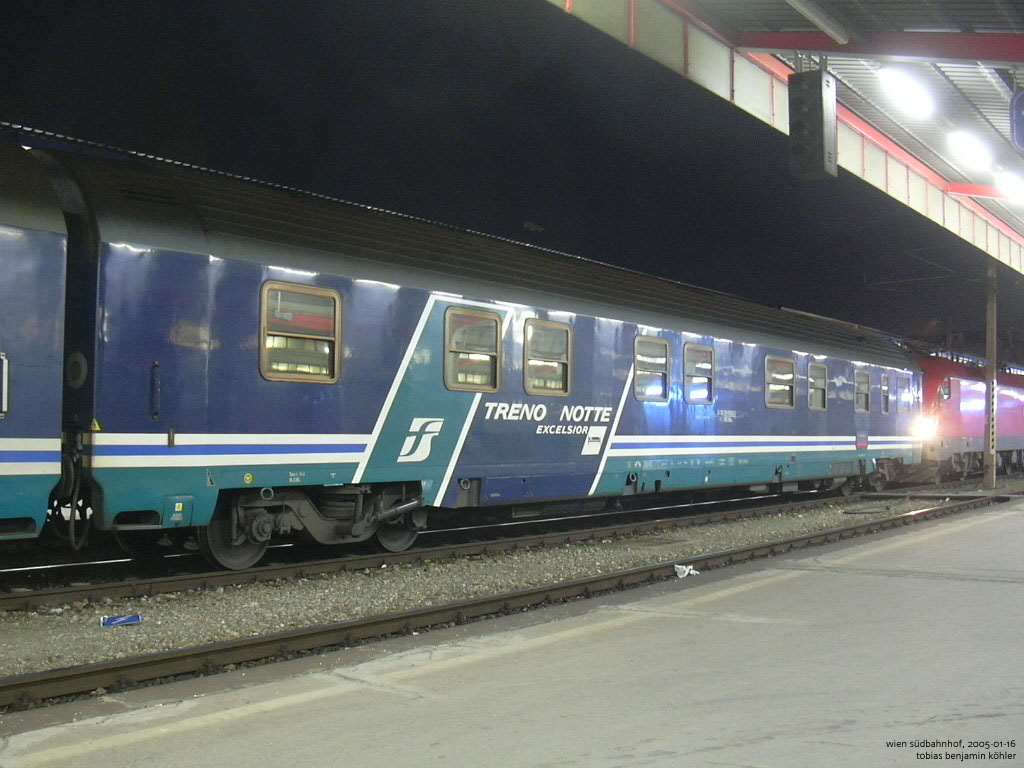
Vagonul de dormit al unui tren de noapte Intercity

Trenurile pe distanțe lungi sunt în principal de două tipuri: trenurile Frecce (săgeți) și Intercity.
Trenurile Intercity deservesc, de asemenea, orașe de dimensiuni medii, în afară de orașele mari, astfel sunt în general mai lente, dar sunt mai ieftine decât Frecce.
Trenurile de noapte (Intercity night) funcționează în principal între nordul și sudul Italiei și între Italia și țările vecine și sunt comparabile cu nivelul Intercity.

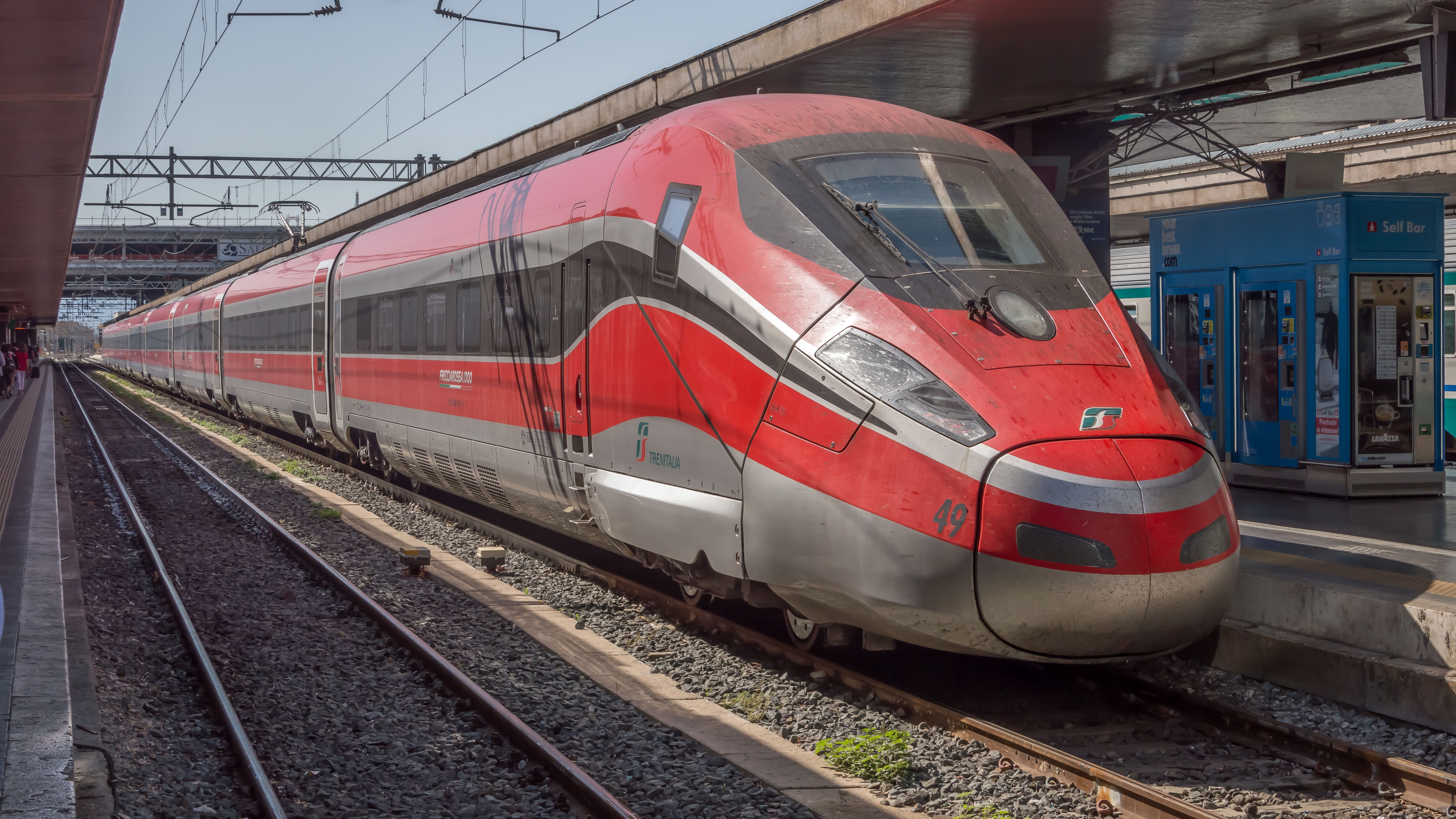
Frecciarossa 1000 tren de mare viteză

Calea ferată de mare viteză (gestionat de RFI) în Italia a început în 2008 cu aproximativ 1.000 km (620 mi) de cale nouă pe ruta Torino-Milano-Bologna-Roma-Napoli-Salerno care permite trenurilor să atingă viteze de peste 360 km/h (220 mph), deși viteza comercială maximă actuală este de 300 km/h (190 mph). În prezent, există patru generații de ElettroTreno în serviciu în rețea.
Trenitalia a comandat 50 de trenuri de mare viteză în 2010. Noile trenuri sunt seria ETR 1000. Acestea au 200 de metri lungime, trenuri nearticulate, cu tracțiune distribuită și capabile să funcționeze până la 400 km/h (250 mph), deși planurile actuale de serviciu sunt limitate la 360 km/h (220 mph). Mauro Moretti, la acea vreme director executiv al grupului FS, a declarat că FS are în vedere serviciile internaționale pe distanțe lungi către Franța, Germania sau chiar Spania și Regatul Unit. Trenurile au intrat în circulație pe rețeaua italiană de mare viteză în 2015.

### Trenuri internaționale de călători
Mai multe tipuri de trenuri internaționale din Italia sunt de obicei comercializate de unități separate, care stabilesc prețurile biletelor și standardele serviciilor, dar nu operează trenurile.
- TILO: 50% deținut de Trenord (anterior aceste acțiuni erau deținute de Trenitalia), 50% deținute de Căile Ferate Federale Elvețiene. Compania gestionează serviciile regionale între Italia și Elveția. Toți angajații se schimbă la frontieră și sunt fie FS Trenitalia, fie SBB CFF FFS.
- Thello: este un serviciu feroviar privat format ca o societate mixtă cu Transdev.[7][8] În septembrie 2016, Trenitalia a cumpărat participația de 33% a Transdev.[9] Acesta operează trenuri de noapte între Paris Gare de Lyon și gara Venezia Santa Lucia[10] și trenuri de zi între Milano și Marsilia prin Genova și Nisa.
- Trenitalia operează toate trenurile rapide către / din Elveția în partea italiană a rutei.
- Trenitalia face parte din consorțiul ILSA cu compania aeriană spaniolă Air Nostrum din Valencia. ILSA a fost selectată de ADIF, compania care gestionează infrastructura feroviară spaniolă, ca primul operator privat căruia i s-a acordat acces pe piața feroviară spaniolă. Consorțiul Trenitalia va furniza servicii de mare viteză pe liniile Madrid-Barcelona, Madrid-Valencia / Alicante și Madrid-Malaga / Sevilla. Serviciile vor începe să ruleze în ianuarie 2022. Contractul de servicii va avea o durată de 10 ani. Consorțiul ILSA va oferi 32 de legături zilnice cu o flotă de 23 de trenuri.[11]

Artésia a fost o companie deținută în comun de Trenitalia și SNCF, care operează trenuri între Franța și Italia. A încetat să funcționeze în noiembrie 2011 după ce SNCF a cumpărat o participație la Nuovo Trasporto Viaggiatori.

## Trenuri
În prezent, există mai multe serii de trenuri de mare viteză care conduc serviciul Trenitalia:
- ETR 460, produs de FIAT Ferroviaria
- ETR 470, produs de FIAT Ferroviaria
- ETR 480, produs de FIAT Ferroviaria
- ETR 500, produs de Alstom, Bombardier and AnsaldoBreda
- ETR 600, produs de Alstom Ferroviaria
- ETR 610, produs de Alstom Ferroviaria
- ETR 700, produs de AnsaldoBreda
- ETR 400, produs de AnsaldoBreda (din 2015 Hitachi Rail Italy)
Bombardier Transportation